# Sportgemeinschaft 09 Wattenscheid 1991-1992
Questa voce raccoglie le informazioni riguardanti la Sportgemeinschaft 09 Wattenscheid nelle competizioni ufficiali della stagione 1991-1992.

## Stagione
Nella stagione 1991-1992 il Wattenscheid, allenato da Hans Bongartz, concluse il campionato di Bundesliga al 16º posto. In Coppa di Germania il Wattenscheid fu eliminato al secondo turno dal Borussia M'gladbach.

## Rosa
| N. |                     | Ruolo | Calciatore         |
| -- | ------------------- | ----- | ------------------ |
| 14 | Germania (bandiera) | C     | Dennis Lucke       |
|    | Germania (bandiera) | P     | Ralf Eilenberger   |
|    | Germania (bandiera) | P     | Udo Mai            |
|    | Germania (bandiera) | D     | Jörg Bach          |
|    | Germania (bandiera) | D     | Stefan Emmerling   |
|    | Germania (bandiera) | D     | Dirk Greiser       |
|    | Germania (bandiera) | D     | Stefan Kuhn        |
|    | Germania (bandiera) | D     | Thomas Langbein    |
|    | Germania (bandiera) | D     | Hans-Werner Moser  |
|    | Germania (bandiera) | D     | Uwe Neuhaus        |
|    | Germania (bandiera) | D     | Roger Prinzen      |
|    | Germania (bandiera) | D     | Thomas Siewert     |
|    | Germania (bandiera) | D     | Jörg Sobiech       |
|    | Ucraina (bandiera)  | D     | Andrij Sydel'nykov |

| N. |                     | Ruolo | Calciatore                  |
| -- | ------------------- | ----- | --------------------------- |
|    | Germania (bandiera) | C     | Eduard Buckmaier            |
|    | Germania (bandiera) | C     | Thorsten Fink               |
|    | Germania (bandiera) | C     | Frank Hartmann              |
|    | Germania (bandiera) | C     | Andreas Hill                |
|    | Germania (bandiera) | C     | Markus Schupp               |
|    | Germania (bandiera) | C     | Heinz Vossen                |
|    | Ghana (bandiera)    | A     | Ali Ibrahim                 |
|    | Serbia (bandiera)   | A     | Srdjan Jankovic             |
|    | Germania (bandiera) | A     | Andreas Müller (calciatore) |
|    | Senegal (bandiera)  | A     | Souleyman Sané              |
|    | Germania (bandiera) | A     | Robert Trenner              |
|    | Germania (bandiera) | A     | Uwe Tschiskale              |
|    | Germania (bandiera) | A     | René Unglaube               |
|    | Germania (bandiera) | A     | Bernhard Winkler            |

## Organigramma societario
Area tecnica
- Allenatore: Hans Bongartz
- Allenatore in seconda:
- Preparatore dei portieri:
- Preparatori atletici:

## Calciomercato

### Sessione estiva
| Acquisti | Acquisti                    | Acquisti        | Acquisti |
| R.       | Nome                        | da              | Modalità |
| -------- | --------------------------- | --------------- | -------- |
| D        | Dirk Greiser                | Hertha Berlino  |          |
| A        | Srdjan Jankovic             | Rot-Weiss Essen |          |
| A        | Andreas Müller (calciatore) | Havelse         |          |
| D        | Roger Prinzen               | Darmstadt       |          |
| C        | Markus Schupp               | Kaiserslautern  |          |
| D        | Andrij Sydel'nykov          | Dnipro          |          |
| A        | René Unglaube               | Hertha Berlino  |          |

| Cessioni | Cessioni       | Cessioni       | Cessioni |
| R.       | Nome           | a              | Modalità |
| -------- | -------------- | -------------- | -------- |
| C        | Dirk Kontny    | Bochum         |          |
| D        | Martin Reimann | Remscheid      |          |
| A        | Werner Schmitz | SpVg Marl      |          |
| C        | Thomas Stoll   | Bad Homburg 05 |          |

### Sessione invernale
| Acquisti | Acquisti         | Acquisti       | Acquisti |
| R.       | Nome             | da             | Modalità |
| -------- | ---------------- | -------------- | -------- |
| A        | Bernhard Winkler | Kaiserslautern |          |

| Cessioni | Cessioni | Cessioni | Cessioni |
| R.       | Nome     | a        | Modalità |
| -------- | -------- | -------- | -------- |

## Risultati

### Bundesliga

#### Girone di andata
| Arbitro: | Ziller |

|                                    |           |  |
| Tattermusch 44’ Kula 60’ Marin 68’ | Marcatori |  |

| Arbitro: | Schmidhuber |

|                                 |           |  |
| Sané 39’, 86’ Schupp 82’ (rig.) | Marcatori |  |

| Duisburg 13 agosto 1991, ore 19:30 CEST 3ª giornata | Duisburg    | 0 – 0 referto | Wattenscheid 09 | Wedaustadion (24 830 spett.)\| Arbitro: \| Assenmacher \| |
| Arbitro:                                            | Assenmacher |               |                 |                                                           |

| Arbitro: | Fröhlich |

|                   |           |                |
| Schupp 47’ (rig.) | Marcatori | 31’ Schütterle |

| Arbitro: | Best |

|                      |           |                            |
| Harttgen 4’ Bode 52’ | Marcatori | 46’ (rig.) Schupp 75’ Fink |

| Bochum 27 agosto 1991, ore 18:30 CEST 6ª giornata | Wattenscheid 09 | 0 – 0 referto | Hansa Rostock | Lohrheidestadion (6 500 spett.)\| Arbitro: \| Scheuerer \| |
| Arbitro:                                          | Scheuerer       |               |               |                                                            |

| Arbitro: | Heynemann |

|                                                  |           |                                         |
| Loose 15’ Schreier 55’ (rig.), 77’ Hutwelker 70’ | Marcatori | 31’ Unglaube 47’ (rig.) Schupp 82’ Bach |

| Arbitro: | Harder |

|                |           |                         |
| Tschiskale 28’ | Marcatori | 45’ Flad 73’ Sendscheid |

| Arbitro: | Boos |

|                                     |           |  |
| Scholz 32’ Gütschow 55’ Allievi 65’ | Marcatori |  |

| Arbitro: | Wiesel |

|          |           |                                    |
| Fink 84’ | Marcatori | 71’ Rzehaczek 82’ (rig.) Heinemann |

| Arbitro: | Kasper |

|                  |           |          |
| Moser 88’ (aut.) | Marcatori | 82’ Fink |

| Arbitro: | Fux |

|            |           |  |
| Schupp 83’ | Marcatori |  |

| Arbitro: | Neuner |

|  |           |          |
|  | Marcatori | 74’ Sané |

| Arbitro: | Dellwing |

|                     |           |                                    |
| Sané 59’ Schupp 61’ | Marcatori | 8’, 78’ Bein 46’ Yeboah 51’ Sippel |

| Arbitro: | Steinborn |

|                                     |           |          |
| Eckstein 22’ Zietsch 32’ Wagner 82’ | Marcatori | 70’ Sané |

| Bochum 1º novembre 1991, ore 20:00 CET 16ª giornata | Wattenscheid 09 | 0 – 0 referto | Bayern Monaco | Ruhrstadion (39 000 spett.)\| Arbitro: \| Strampe \| |
| Arbitro:                                            | Strampe         |               |               |                                                      |

| Arbitro: | Prengel |

|               |           |             |
| Chapuisat 65’ | Marcatori | 90’ Greiser |

| Arbitro: | Habermann |

|          |           |                                                |
| Fink 58’ | Marcatori | 9’ Buchwald 27’ (aut.) Langbein 36’ Sverrisson |

| Arbitro: | Fröhlich |

|             |           |  |
| Stadler 39’ | Marcatori |  |

#### Girone di ritorno
| Arbitro: | Theobald |

|                                              |           |           |
| Tschiskale 63’ Bach 67’ Ibrahim 86’ Sané 90’ | Marcatori | 17’ Marin |

| Arbitro: | Föckler |

|                                                |           |             |
| Nehl 6’ Fischer 28’, 34’, 58’ Kirsten 62’, 74’ | Marcatori | 41’ Ibrahim |

| Arbitro: | Berg |

|                     |           |  |
| Fink 38’ Schupp 78’ | Marcatori |  |

| Arbitro: | Wiesel |

|             |           |                              |
| Glesius 78’ | Marcatori | 17’ Buckmaier 66’ Tschiskale |

| Arbitro: | Strigel |

|  |           |              |
|  | Marcatori | 68’ Neubarth |

| Arbitro: | Neuner |

|         |           |           |
| Dowe 4’ | Marcatori | 45’ Moser |

| Arbitro: | Amerell |

|                                          |           |            |
| Neuhaus 12’ Tschiskale 65’, 68’ Sané 70’ | Marcatori | 17’ Allofs |

| Arbitro: | Scheuerer |

|                        |           |            |
| Anderbrügge 18’ (rig.) | Marcatori | 75’ Schupp |

| Arbitro: | Steinborn |

|                              |           |  |
| Tschiskale 19’, 28’ Bach 42’ | Marcatori |  |

| Arbitro: | Dardenne |

|                     |           |              |
| Hartmann 13’ (aut.) | Marcatori | 41’ Langbein |

| Arbitro: | Malbranc |

|          |           |                     |
| Sané 49’ | Marcatori | 29’, 43’ Ordenewitz |

| Arbitro: | Wiesel |

|                                |           |                      |
| Hoffmann 7’ Degen 9’ Kuntz 28’ | Marcatori | 15’ Prinzen 71’ Fink |

| Arbitro: | Best |

|          |           |           |
| Fink 77’ | Marcatori | 45’ Rohde |

| Arbitro: | Föckler |

|          |           |                |
| Binz 15’ | Marcatori | 83’ Tschiskale |

| Arbitro: | Dellwing |

|             |           |              |
| Neuhaus 57’ | Marcatori | 32’ Eckstein |

| Arbitro: | Neuner |

|                                                          |           |                   |
| Wohlfarth 9’ Effenberg 29’, 49’ (rig.) Labbadia 35’, 51’ | Marcatori | 16’ Fink 90’ Bach |

| Arbitro: | Schmidhuber |

|  |           |               |
|  | Marcatori | 64’ Chapuisat |

| Arbitro: | Berg |

|            |           |          |
| Sammer 36’ | Marcatori | 40’ Bach |

| Arbitro: | Scheuerer |

|                                        |           |                           |
| Emmerling 27’ Moser 52’ Tschiskale 59’ | Marcatori | 5’ Dahlin 17’ Kastenmaier |

### Coppa di Germania
| Arbitro: | Habermann |

|                    |           |  |
| Criens 22’ Max 71’ | Marcatori |  |

## Statistiche

### Statistiche di squadra
| Competizione      | Punti | In casa | In casa | In casa | In casa | In casa | In casa | In trasferta | In trasferta | In trasferta | In trasferta | In trasferta | In trasferta | Totale | Totale | Totale | Totale | Totale | Totale | DR  |
| Competizione      | Punti | G       | V       | N       | P       | Gf      | Gs      | G            | V            | N            | P            | Gf           | Gs           | G      | V      | N      | P      | Gf     | Gs     | DR  |
| ----------------- | ----- | ------- | ------- | ------- | ------- | ------- | ------- | ------------ | ------------ | ------------ | ------------ | ------------ | ------------ | ------ | ------ | ------ | ------ | ------ | ------ | --- |
| Bundesliga        | 32    | 19      | 7       | 5       | 7       | 29      | 22      | 19           | 2            | 9            | 8            | 21           | 38           | 38     | 9      | 14     | 15     | 50     | 60     | -10 |
| Coppa di Germania | -     | 0       | 0       | 0       | 0       | 0       | 0       | 1            | 0            | 0            | 1            | 0            | 2            | 1      | 0      | 0      | 1      | 0      | 2      | -2  |
| Totale            | 32    | 19      | 7       | 5       | 7       | 29      | 22      | 20           | 2            | 9            | 9            | 21           | 40           | 39     | 9      | 14     | 16     | 50     | 62     | -12 |

### Andamento in campionato
| Giornata  | 1  | 2 | 3 | 4  | 5  | 6  | 7  | 8  | 9  | 10 | 11 | 12 | 13 | 14 | 15 | 16 | 17 | 18 | 19 | 20 | 21 | 22 | 23 | 24 | 25 | 26 | 27 | 28 | 29 | 30 | 31 | 32 | 33 | 34 | 35 | 36 | 37 | 38 |
| --------- | -- | - | - | -- | -- | -- | -- | -- | -- | -- | -- | -- | -- | -- | -- | -- | -- | -- | -- | -- | -- | -- | -- | -- | -- | -- | -- | -- | -- | -- | -- | -- | -- | -- | -- | -- | -- | -- |
| Luogo     | T  | C | T | C  | T  | C  | T  | C  | T  | C  | T  | C  | T  | C  | T  | C  | T  | C  | T  | C  | T  | C  | T  | C  | T  | C  | T  | C  | T  | C  | T  | C  | T  | C  | T  | C  | T  | C  |
| Risultato | P  | V | N | N  | N  | N  | P  | P  | P  | P  | N  | V  | V  | P  | P  | N  | N  | P  | P  | V  | P  | V  | V  | P  | N  | V  | N  | V  | N  | P  | P  | N  | N  | N  | P  | P  | N  | V  |
| Posizione | 19 | 8 | 9 | 11 | 12 | 12 | 14 | 15 | 18 | 19 | 19 | 17 | 15 | 16 | 18 | 18 | 19 | 20 | 20 | 20 | 20 | 18 | 16 | 17 | 17 | 16 | 16 | 14 | 13 | 14 | 16 | 16 | 15 | 15 | 16 | 17 | 16 | 16 |

Legenda:

Luogo: C = Casa; T = Trasferta. Risultato: V = Vittoria; N = Pareggio; P = Sconfitta.

### Statistiche dei giocatori
| Giocatore      | Bundesliga | Bundesliga | Bundesliga  | Bundesliga | Coppa di Germania | Coppa di Germania | Coppa di Germania | Coppa di Germania | Totale   | Totale | Totale      | Totale     |
| Giocatore      | Presenze   | Reti       | Ammonizioni | Espulsioni | Presenze          | Reti              | Ammonizioni       | Espulsioni        | Presenze | Reti   | Ammonizioni | Espulsioni |
| -------------- | ---------- | ---------- | ----------- | ---------- | ----------------- | ----------------- | ----------------- | ----------------- | -------- | ------ | ----------- | ---------- |
| J. Bach        | 38         | 5          | 10          | 0          | 1                 | 0                 | 0                 | 0                 | 39       | 5      | 10          | 0          |
| E. Buckmaier   | 27         | 1          | 0           | 0          | 0                 | 0                 | 0                 | 0                 | 27       | 1      | 0           | 0          |
| R. Eilenberger | 6          | 0          | 1           | 0          | 0                 | 0                 | 0                 | 0                 | 6        | 0      | 1           | 0          |
| S. Emmerling   | 28         | 1          | 6           | 1          | 0                 | 0                 | 0                 | 0                 | 28       | 1      | 6           | 1          |
| T. Fink        | 32         | 8          | 9           | 1          | 1                 | 0                 | 0                 | 0                 | 33       | 8      | 9           | 1          |
| D. Greiser     | 13         | 1          | 1           | 0          | 0                 | 0                 | 0                 | 0                 | 13       | 1      | 1           | 0          |
| F. Hartmann    | 23         | 0          | 0           | 0          | 0                 | 0                 | 0                 | 0                 | 23       | 0      | 0           | 0          |
| A. Hill        | 1          | 0          | 0           | 0          | 0                 | 0                 | 0                 | 0                 | 1        | 0      | 0           | 0          |
| A. Ibrahim     | 11         | 2          | 1           | 1          | 1                 | 0                 | 0                 | 0                 | 12       | 2      | 1           | 1          |
| S. Jankovic    | 3          | 0          | 0           | 0          | 1                 | 0                 | 0                 | 0                 | 4        | 0      | 0           | 0          |
| S. Kuhn        | 5          | 0          | 1           | 0          | 1                 | 0                 | 1                 | 0                 | 6        | 0      | 2           | 0          |
| T. Langbein    | 30         | 1          | 9           | 0          | 1                 | 0                 | 0                 | 0                 | 31       | 1      | 9           | 0          |
| D. Lucke       | 0          | 0          | 0           | 0          | 0                 | 0                 | 0                 | 0                 | 0        | 0      | 0           | 0          |
| U. Mai         | 32         | 0          | 0           | 0          | 1                 | 0                 | 0                 | 0                 | 33       | 0      | 0           | 0          |
| H. Moser       | 38         | 2          | 12          | 0          | 1                 | 0                 | 0                 | 0                 | 39       | 2      | 12          | 0          |
| A. Müller      | 0          | 0          | 0           | 0          | 1                 | 0                 | 0                 | 0                 | 1        | 0      | 0           | 0          |
| U. Neuhaus     | 17         | 2          | 3           | 0          | 0                 | 0                 | 0                 | 0                 | 17       | 2      | 3           | 0          |
| R. Prinzen     | 11         | 1          | 2           | 0          | 0                 | 0                 | 0                 | 0                 | 11       | 1      | 2           | 0          |
| S. Sané        | 37         | 8          | 4           | 0          | 1                 | 0                 | 0                 | 0                 | 38       | 8      | 4           | 0          |
| M. Schupp      | 37         | 8          | 6           | 1          | 1                 | 0                 | 1                 | 0                 | 38       | 8      | 7           | 1          |
| T. Siewert     | 0          | 0          | 0           | 0          | 0                 | 0                 | 0                 | 0                 | 0        | 0      | 0           | 0          |
| J. Sobiech     | 33         | 0          | 5           | 0          | 1                 | 0                 | 0                 | 0                 | 34       | 0      | 5           | 0          |
| A. Sydel'nykov | 1          | 0          | 0           | 0          | 0                 | 0                 | 0                 | 0                 | 1        | 0      | 0           | 0          |
| R. Trenner     | 0          | 0          | 0           | 0          | 0                 | 0                 | 0                 | 0                 | 0        | 0      | 0           | 0          |
| U. Tschiskale  | 27         | 9          | 3           | 0          | 1                 | 0                 | 0                 | 0                 | 28       | 9      | 3           | 0          |
| R. Unglaube    | 14         | 1          | 4           | 0          | 0                 | 0                 | 0                 | 0                 | 14       | 1      | 4           | 0          |
| H. Vossen      | 2          | 0          | 0           | 0          | 0                 | 0                 | 0                 | 0                 | 2        | 0      | 0           | 0          |
| B. Winkler     | 12         | 0          | 1           | 0          | 0                 | 0                 | 0                 | 0                 | 12       | 0      | 1           | 0          |